# Нансемонд
Нансемонд (на английски: Nansemond) е северноамериканско индианско племе, което в началото на 17 век живее около река Нансемонд в окръг Нансемонд в крайбрежната зона на Вирджиния. Те наричат родината си Чукатук. Когато англичаните идват в Джеймстаун през 1607 г., те се държат отначало настрана от тях. Тогава племето наброява около 1000 души. Днес, в началото на 21 век племето има над 200 членове. Нямат федерално признаване, но са признати от щата Вирджиния.

## История
През 1607 г., когато англичаните идват в Джеймстаун, нансемонд живеят в няколко села по река Нансемонд. Племето говори алгонкински език и е част от Конфедерацията Поухатан. Скоро след установяването си, английските заселници привършват запасите си и правят опити да търгуват с индианците за храна. В края на 1608 г. Върховният вожд Поухатан спира търговията. В началото на 1609 г. Джон Смит изпраща въоръжена група колонисти да преговаря с нансемонд. След като двама от колонистите изчезват, останалите атакуват близкото индианско село и унищожават жилищата и посевите на индианците. Повече от половината от 60те колонисти са убити по време на нападението, което слага началото на Първата война Поухатан (1609 – 1614). Селищата на нансемонд са опожарени отново през 1622 г. Това води до избухването на Втората война Поухатан (1622 – 1632).
С мирния договор след Третата война Поухатан (1644 – 1646), племето губи по-голямата част от земята си. До 1648 г. живеят по северозападния и южен ръкав на река Нансемонд. В следващите години много от нансемонд приемат християнството и след все по-големия натиск от страна на белите племето се разцепва на две. Покръстените приемат английския начин на живот и се местят в края на 18 век в окръг Саутхямптън близо до Дисмал Суомп. Днешните потомци на племето до голяма степен произлизат от тази група. Останалите продължават да воюват с колонистите до 1644 г., когато са принудени да бягат. Отиват на югозапад и се присъединяват към нотоуей. Тук колонията Вирджиния им дава резерват. От 1744 г. много от тях напускат резервата и се смесват с нотоуей. През 1792 г. продават всичката си земя и стават граждани. По това време от традиционните нансемонд са останали само трима души. Последният от тях умира през 1806 г.
Потомците на племето се реорганизират през 20 век и до края на века успяват да затвърдят своята идентичност. Племето получава официално признаване от щата Вирджиния на 20 февруари 1985 г. През 2009 г. нансемонд има 200 регистрирани членове.